# Sante Pacini
 (septembre 2023).
Le contenu est difficilement compréhensible vu les erreurs de traduction, qui sont peut-être dues à l'utilisation d'un logiciel de traduction automatique.
Sante Pacini (ou Santi), Florence, 1719 – 1800 c. est un peintre, dessinateur, graveur et un décorateur italien dans le style du néo-classicisme actif principalement en Toscane.

## Biographie
Sante Pacini est élu académicien de l'Accademia del Disegno le 11 janvier 1761. Après une longue carrière, où il a été engagé comme enseignant, comme Consul et comme Conservateur de cette Académie, il a été « désengagé comme maître de dessin »  le 10 décembre 1785,.

### Le peintre
En 1774 c., Sante Pacini participa au cycle de peintures dans la Basilique Sainte-Marguerite de Cortone - une transformation qui réalisait un désir clair de Jean V (roi de Portugal), qui avait reçu une grâce de la sainte - en peignant la Sainte Margherite da Cortona vêtue de l'habit du tiers ordre franciscain. Il ne reste que peu de traces de cette transformation de l'église.
En 1776, Sante Pacini travailla dans l’église de l'Eremo di Camaldoli (it), où il peignit à fresque sur la voûte la Vierge en Gloire qui présente à la ss. Trinité Saint Romualdo et Saint Benedetto et les toiles sur les côtés de l'autel, Romualdo reçoit du comte Maldolo la donation de la terre, Saint Romualdo accueille les nobles disciples Placido et Mauro enfants et Sainte Scholastique et Sainte Geltrude et Michele Pini. Dans la chapelle majeure, il a peint les deux toiles Saint Romualdo qui accomplit un miracle et la Mort du saint assisté par ses confrères. Pour le chœur de cette l'église, Sante Pacini peint à fresque la voûte, avec la Vision de Saint Romulado et, sur les côtés, les saints pères camaldoleses, San Michele Pini, San Bruno Bonifacio, San Pier Damiano et le bienheureux Ambrogio Traversari.
Dans l'église du Spedale degli Innocenti, l'orgue de gauche est recouvert d'un voile avec Rachel qui pleure ses enfants et l'orgue de droite a un voile avec Le rêve de Saint Joseph : les deux peintures sont de Sante Pacini, qui a également décoré le plafond.
En 1782, le grand-duc de Toscane Pierre-Léopold proposa d'acheter la Pietà de Luco, une peinture à l'huile sur bois d'Andrea del Sarto (1523-1524), qui se trouvait à Lucco de Mugello (Borgo San Lorenzo) et qui est aujourd'hui conservée au Palazzo Pitti. En remplacement de l'original, pour 2 400 écus il en fait exécuter une copie par Sante Pacini (1783), copie qui se trouve aujourd'hui dans l'église du monastère féminin de San Pietro (Ex convento di San Pietro a Luco (it)).

Galerie de peintures
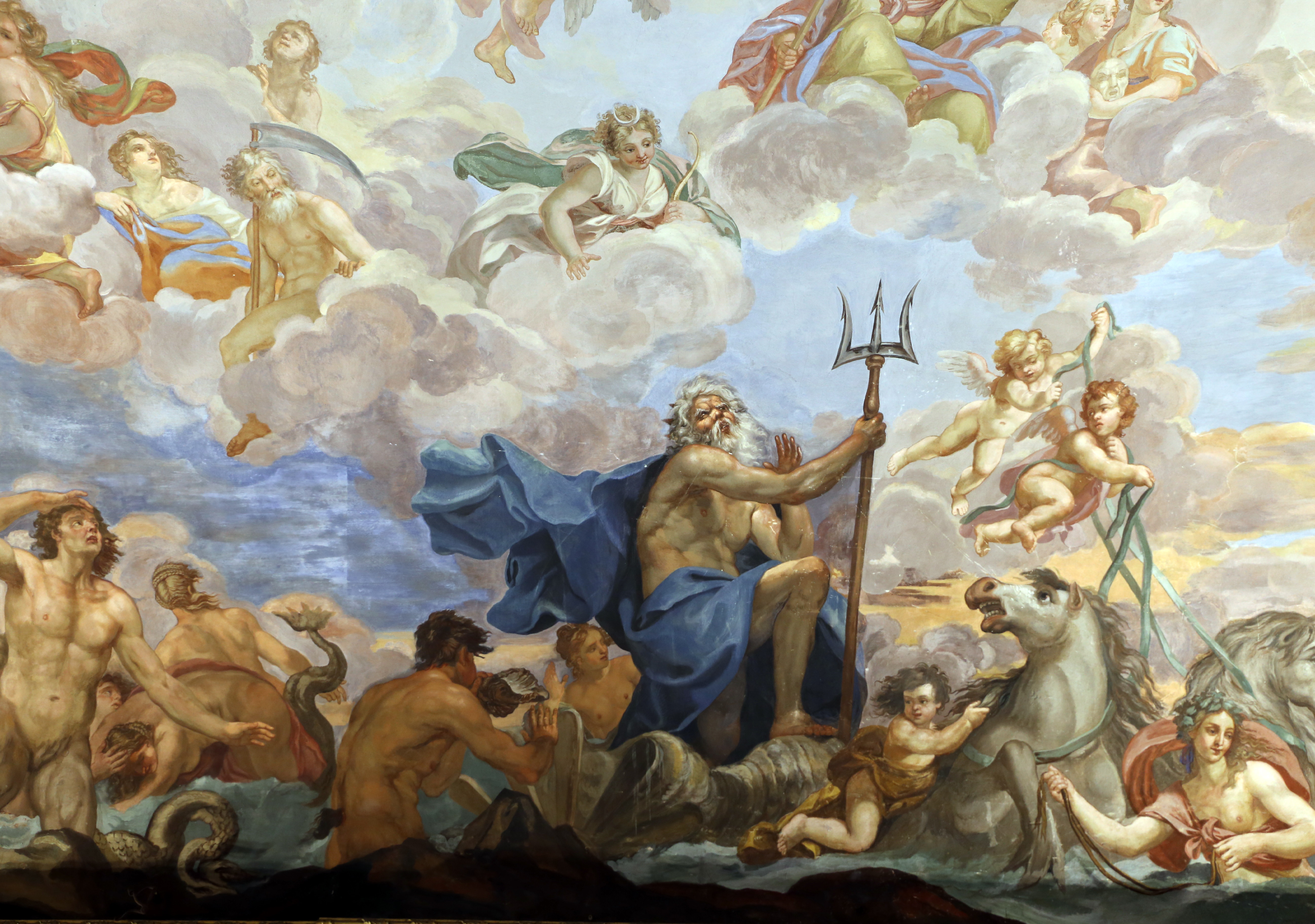
Santi Pacini, Neptune, Palais Del Pugliese (Florence)
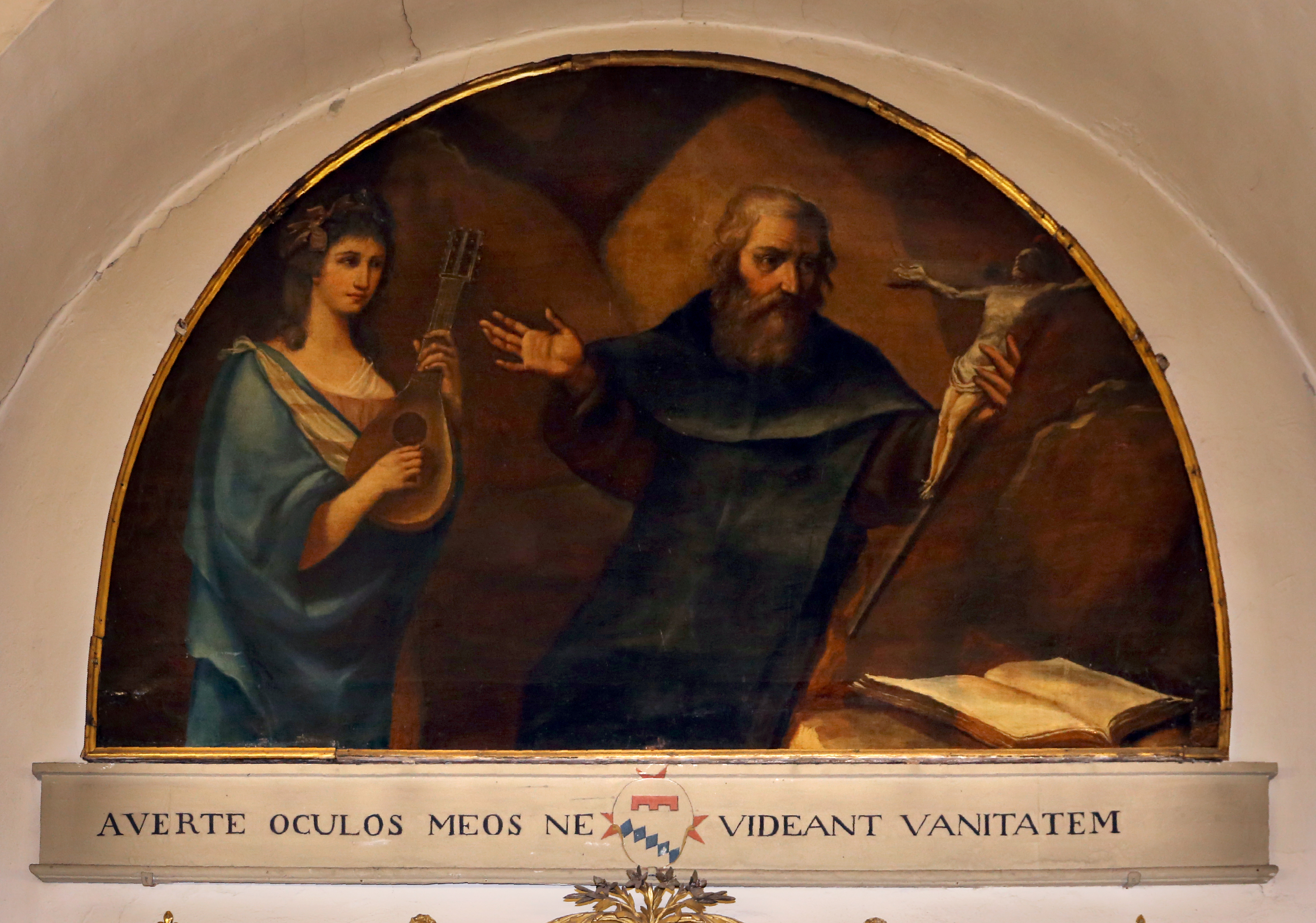
Santi Pacini, Sant'Antonio Abbate, Compagnia di Sant'Antonio Abbate (Florence)
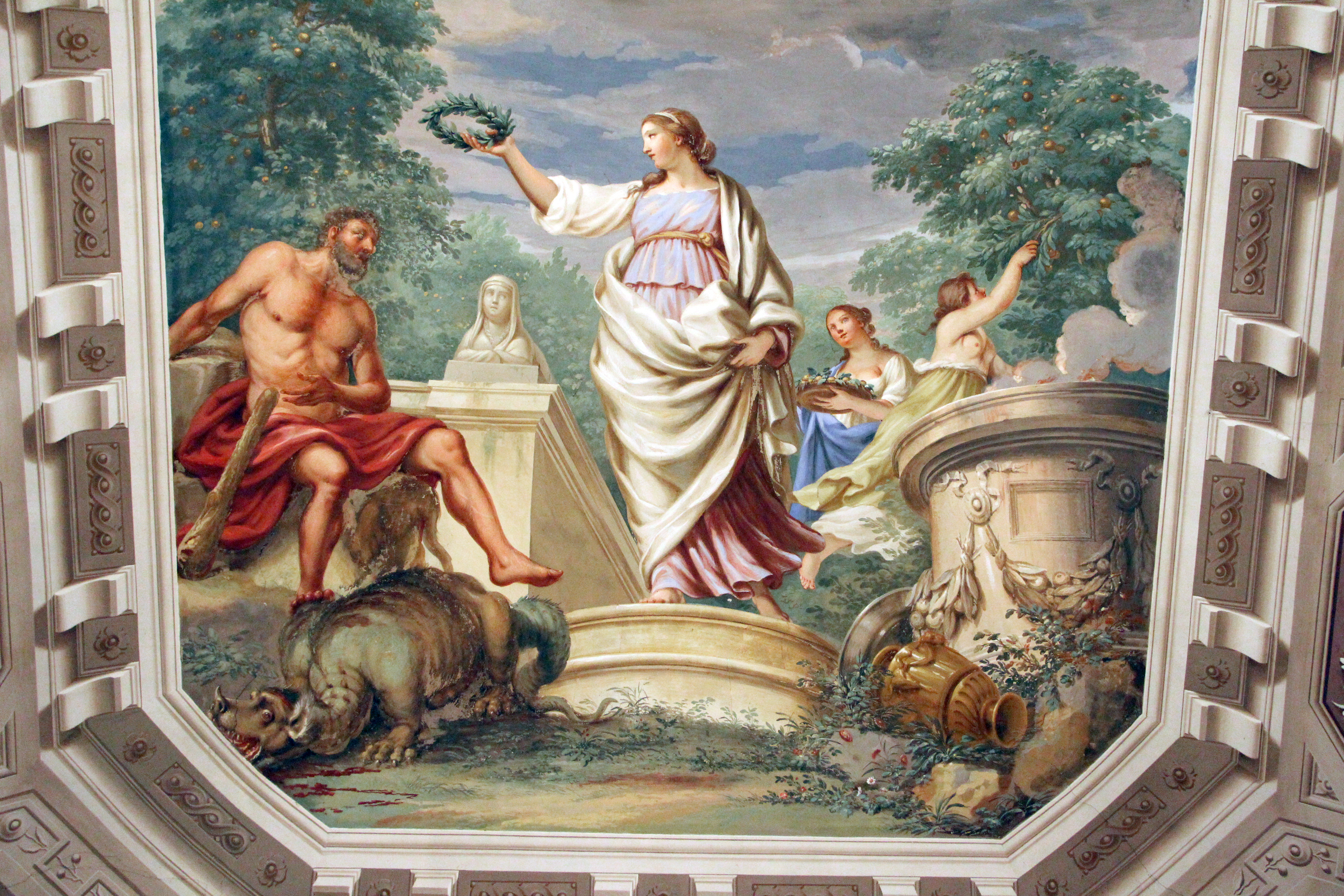
Santi Pacini e Giuseppe del Moro, Ercule cuoronné par la Gloire, (Villa di Poggio Imperiale)

### Le dessinateur et graveur
Giovanni Gori Gandellini, dans les Notizie historiche degl'intagliatori  (1771) n'a fourni qu'une liste d'estampes, réalisées par Pacini pour la Raccolta di cento pensieri diversi de Anton Domenico Gabbiani, publiée à Florence en 1762 par Ignazio Hugford, maître et mécène de Pacini, ; mais cettes informations se trouvent aussi dans l'index du livre et, d'ailleurs, toutes les gravures sont signées. Un exemplaire de ce livre arriva au Cabinet des dessins et des estampes en 1778, provenant de la collection de Hugford.
Pacini conçut une nouvelle série de dessins, avec un faux titre inspiré d'un dessin de la Sibylle de Jacopo Pontormo et le titre Scelta di Disegni originali di eccellenti autori incisi in rame da Santi Pacini fiorentino, raccolti e pubblicati dal medesimo per la prima volta, in quest'anno 1789.
On conserve au Metropolitan Museum of Art un dessin de Pacini, d'après le Paradis de Bernardino Poccetti (un cycle de fresques, réalisées en 1608 dans la chapelle du Palais Gerini, à Florence), dessin présent dans le catalogue de vente de la collection de Pierre-Jean Mariette (1775), au numéro 67 (« Huit sujets d'une grande composition, peints et exécutés à Florence par cet auteur, dans les Monastères de l'Annonciade et autres, dessinés d'après les tableaux, à la pierre noire, par Pacini. ») D'autres dessins, de la même série, sont au musée du Louvre.

Galerie de dessins
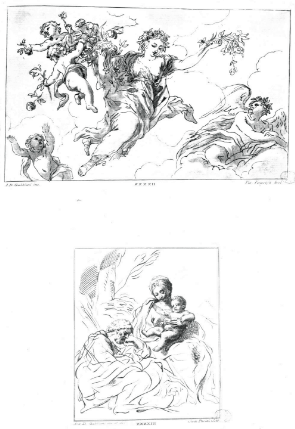
A. D. Gabbiani, Raccolta di cento pensieri diversi, gravures S. Pacini et Giovanni Battista Cipriani
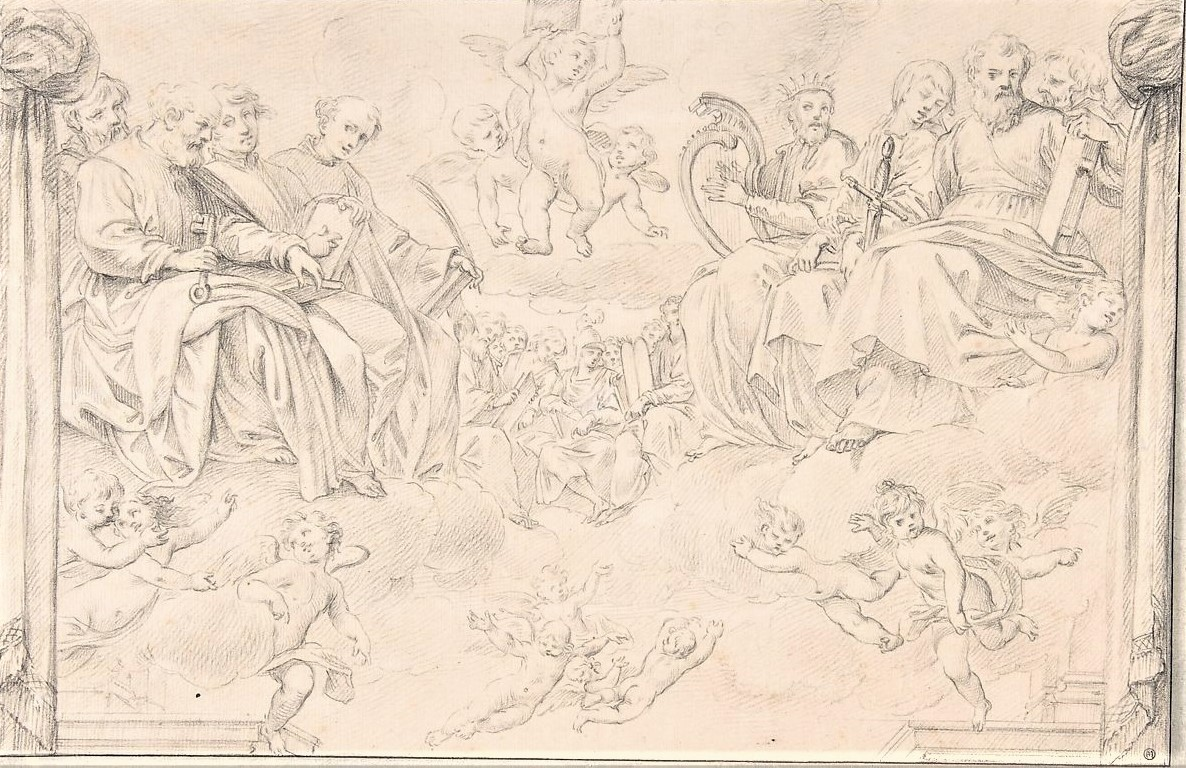
Santi Pacini Profeti e santi in gloria, d'après le Paradis de Bernardino Poccetti (MET)
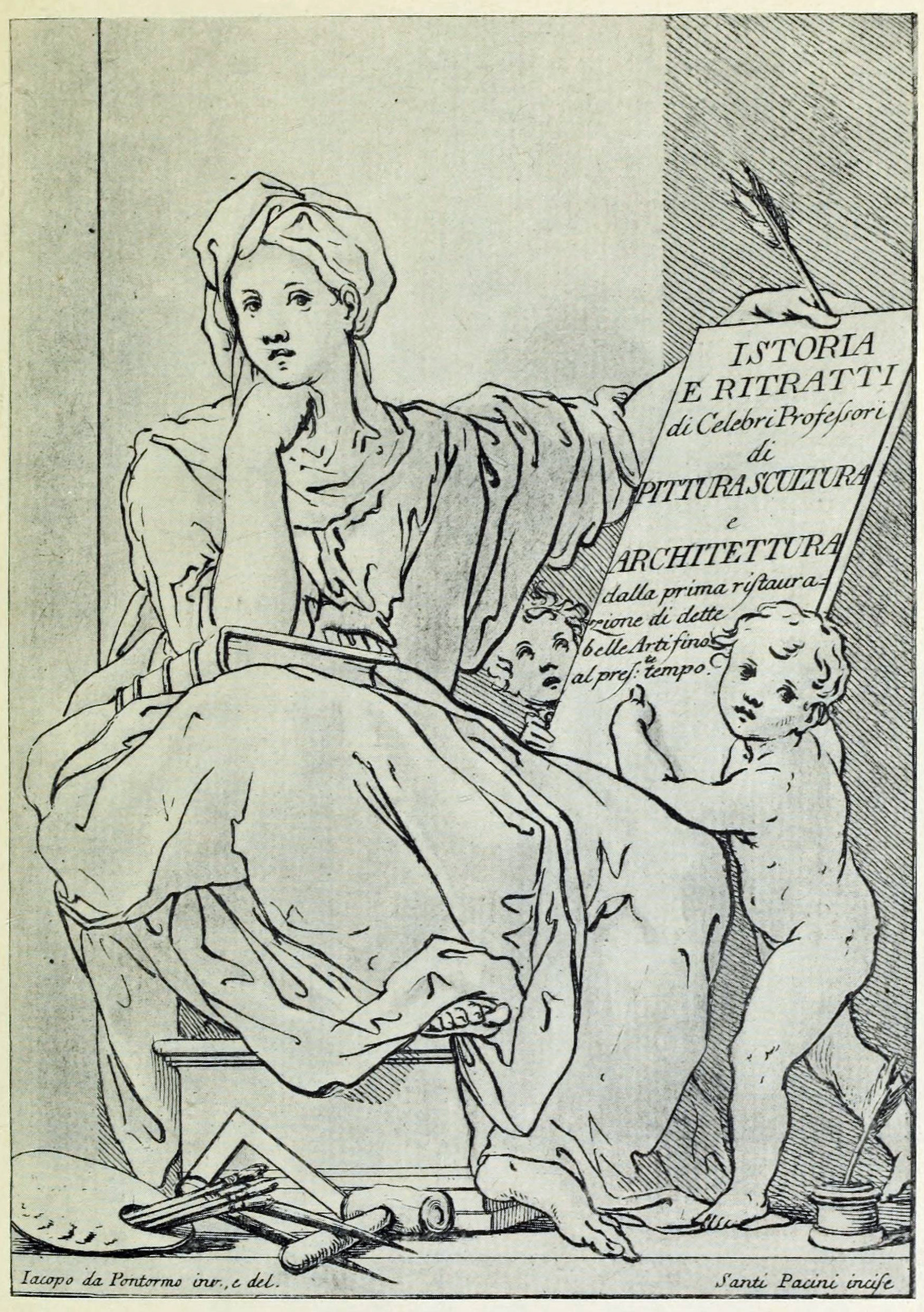
Serie degli uomini più illustri, vol. I, faux-titre gravé par Santi Pacini d'après Pontormo
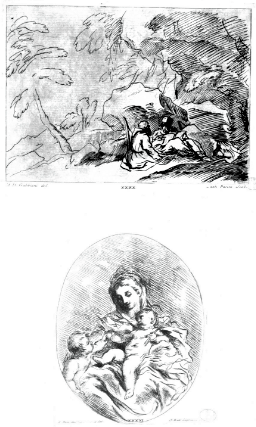
A. D. Gabbiani, Raccolta di cento pensieri diversi, gravures S. Pacini et Vincenzio Vangelisti